# قلعة المرقب (سوريا)
قلعة المرقب حصن منيع يقع على بعد 5 كم شرق مدينة بانياس علي الساحل السوري وهي تابعة لمنطقة بانياس في محافظة طرطوس في سوريا. بنيت في عام 1062 م فوق قمّة تلّة على ارتفاع 370 م فوق سطح البحر. تشرف من الشرق على جبال اللاذقية ومن الغرب على مدينة بانياس والبحر الأبيض المتوسط وتحيط بها الجبال والغابات ويحيط بها خندق ضخم يمر عبره درج قائم فوق جسر إلى المدخل الرئيسي للقلعة. ذكرت القلعة في مراجع كثيرة ووصفها أبو المحاسن في كتابة النجوم الزاهرة بأنها قلعة حصينة ومنيعة وكبيرة جداً.

لقطة لقلعة المرقب من الساحل شمال مدينة بانياس

عرفت قلعة المرقب من قبل اللاتين باسم (margat) وعند البيزنطيين (margathum) و(margant)

## تاريخ القلعة
يعود بناء القلعة إلى عصر الخليفة العباسي هارون الرشيد (170 - 193 هـ / 789 - 809 م)، ثم أعيد بناؤها سنة (454 هـ / 1062 م) على يد رشيد الدين الإسماعيلي، واستمرت قائمة حتى سيطر الصليبيون على القلعة سنة (510 هـ / 1117 م) وجعلوها حامية لهم، ثم استلمها الإسبتارية سنة (582 هـ / 1186 م) فأصبحت من أهم المواقع الحصينة على امتداد الساحل السوري، وقد استعادها السلطان قلاوون سنة 684 هـ / 1285 م بعد معارك عنيفة وحصار طويل وبسبب ارتفاع القلعة وموقعها ومناعة أسوارها كانت عملية تحريرها صعبة جداً وبعد عدّة محاولات تم تحرير القلعة، وكانت هزيمة الصليبيين نكسةً كبيرةً لهم، خاصةً وأنهم فقدوا أهمّ موقع لهم وكان ذلك إيذاناً بانتهاء وجودهم في الشرق كلّه، علماً أنّ صلاح الدين الأيوبي لم يستطع تحرير القلعة وكذلك السلطان الظاهر بيبرس الذي حقّق نصراً ولكنّه لم يستطع دخولها بسبب صعوبة الوصول إليها وارتفاعها وتميّز ومناعة قلعة المرقب فكانت عصيّة على الكثيرين عبر التاريخ، وبعد تحريرها علي يد السلطان قلاوون أمر بإعادة تحصين القلعة أكثر وجعل فرقته من المماليك البحرية في حمايتها.

## وصف القلعة
يحيط بها سوران، داخلي وخارجي ويحتوي السور الخارجي على 14 برجاً دفاعياً منيعاً وفي داخل القلعة الكثير من المنشآت والمباني مثل قاعة الفرسان والقاعة الملكية وكنيسة تعود للقرن الثاني ومرافق وخزّانات وممرّات الأسوار والأبراج.
لا تخلو روح الفن داخل تلك القلعة، فالكنيسة تحتوي على العديد من اللوحات الجدارية التي تم إنجازها في القرن الـ12 الميلادي، من أهمّها على الإطلاق جدارية تمثل (العشاء الأخير) وهي عبارة عن لوحة ملونة رائعة تضم 12 شخصاً تعلو رؤوسهم هالات صفراء اللون ومن بينهم في الوسط صورة تبين (بولس الرسول)، وعلى أحد الجدران أيضاً تظهر لوحة جدارية تعد أكبر لوحات العصور الوسطى، وهي عبارة عن شريط بطول 6 أمتار وارتفاع 3 أمتار، تحتوي على مشهدين، الأول يمثل جهنم والثاني يمثل الجنة! أما في الجهة الشرقية عند الهيكل فاكتشف لوحة تمثل مقتل القديس يوحنا.
بالقرب من القلعة معبد أثري بناه أنتيوخوس بن مينودور شيّده إكراماً لأهل بانياس وأعلاه وزوّده بالتماثيل للدلالة على آلهة العبادة في بانياس مثل جوبيتر وباخوس.